# Гиязов, Усман
Усман Гиязов — советский хозяйственный, государственный и политический деятель, Герой Социалистического Труда.

## Биография
Родился в 1921 году в Ферганском районе. Член КПСС.
Участник Великой Отечественной войны, командир отделения 7-й стрелковой роты 710-го стрелкового полка 219-й стрелковой дивизии, а с сентября 1944 года — командир отделения 168-й отдельной роты разведки 115-й стрелковой дивизии 2-го Прибалтийского фронта. С 1946 года — на хозяйственной, общественной и политической работе. В 1946—1977 гг. — варщик, старший варщик Ферганского химического завода фурановых соединений Главного управления микробиологической промышленности при Совете Министров СССР.
Указом Президиума Верховного Совета СССР от 20 апреля 1971 года присвоено звание Героя Социалистического Труда с вручением ордена Ленина и золотой медали «Серп и Молот».
Делегат XXV съезда КПСС.
Умер в Фергане до 1985 года.